# Шишмановичи
Шишмановичи (болг. Шишмановци) — династия болгарских царей, c 1323 года и до падения Второго Болгарского царства в 1396 году (и далее до 1422 года как вассалы турецкого султана). Основатель рода — Шишман был половецкого происхождения.

## Правители
|  | Шишман                  | 1280—1313       | деспот Видина                                                               |
|  | Михаил III Шишман       | 1313—1323 —1330 | деспот Видина, сын деспота Шишмана. Царь Болгарии                           |
|  | Иван Стефан             | 1330—1331       | царь, сын Михаила Шишмана                                                   |
|  | Иван Александр          | 1331—1371       | царь, внук деспота Шишмана                                                  |
|  | Иван Шишман             | 1371—1395       | царь, сын Ивана Александра                                                  |
|  | Иван Срацимир           | 1356—1396       | царь Видинского царства, сын Ивана Александра                               |
|  | Константин II Асень     | 1397—1422       | царь Видинского царства (как вассал турецкого султана), сын Ивана Срацимира |
|  | Фружин                  | после 1454      | князь в Велико Тырново (как вассал турецкого султана), сын Ивана Шишмана    |
|  | Михаил Шишманов         | до 1492         | бан в Софии (как вассал турецкого султана)                                  |
|  | Шишман III              | 1593            | царь (как руководитель восстания против турецкого султана)                  |
|  | Ростислав Страшимирович | 1686            | князь (как руководитель восстания против турецкого султана)                 |

## Деспот Шишман
Основателем династии был деспот Видинского княжества Шишман I, правивший Видином в 1280—1313 годах. О его происхождении известно только то, что он происходил из половцев.

## Царь Михаил Шишман Асень

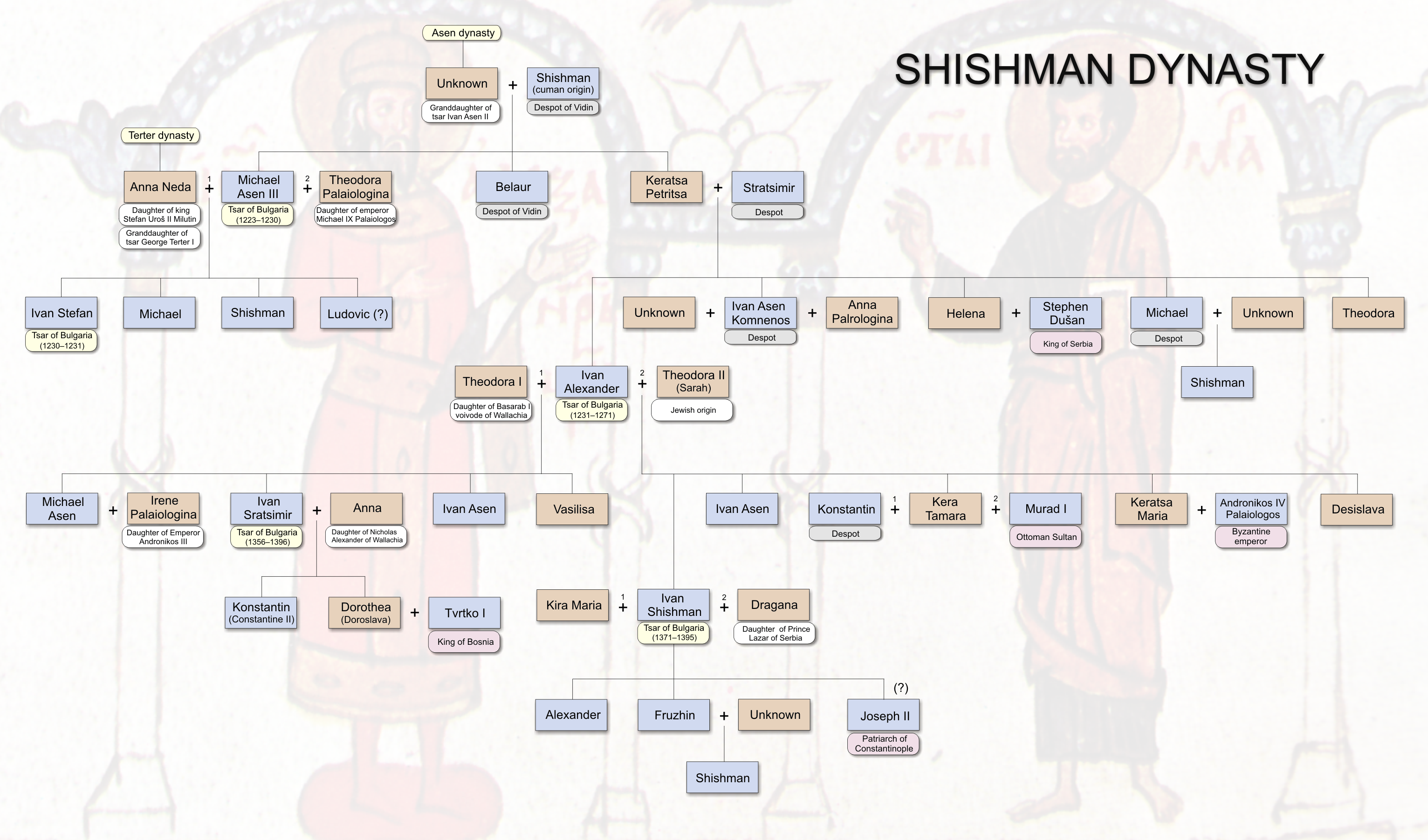
Родословие Шишманов

Первым представителем династии Шишманов на болгарском престоле был царь Михаил Шишман, сын деспота Шишмана от его первого брака. С 1308 года был соправителем своего отца в Видинском княжестве. Вероятно получил титул деспота от своего родственника, царя Феодора Святослава. Был женат на Анне Неде, дочери сербского короля Стефана Уроша II, имел от неё детей: Ивана Стефана, Михаила, Шишмана. В 1323 году был избран болгарским царём и при восшествии на престол взял себе имя Асень (и стал называть себя Михаил Асень), чтобы подчеркнуть свою преемственность Асеням. Тогда же объявил своего сына Ивана Стефана соправителем. В 1324 году ради заключения мира с Византией развёлся с Анной Недой и сослал её вместе с детьми (включая Ивана Стефана) в монастырь, после чего женился на Феодоре (вдове царя Феодора Святослава), сестре византийского императора Андроника III Палеолога. Вёл неудачную внешнюю политику. Погиб в битве с сербами при Вельбудже в 1330 году.

## Царь Иван Стефан
Был сыном и соправителем Михаила Шишмана. Его мать — Анна Неда Сербская, дочь Стефана II Уроша. После смерти отца в 1330 году стал царём Болгарии. В 1331 году был свергнут после переворота. Умер в изгнании.

## Царь Иван Александр
Сын деспота Срацимира и Керацы Петрицы, сестры Михаила Шишмана. До 1331 году был деспотом Ловеча. Болгарский царь в 1331—1371 годах. Умер 17 февраля 1371.

## Царь Иван Шишман
Сын царя Иоанна-Александра и Сары (Феодоры) — еврейки, принявшей православие. Стал царём Болгарии (Тырновского царства) в 1371 году. Вёл неудачную войну с турками. Был вынужден признать себя турецким вассалом. Убит турками при Никополе в 1395 году.

## Царь Иван Срацимир
Сын царя Иоанна-Александра и Феодоры, дочери правителя Валахии Иван-Александр Басараб. Стал соправителем Иоанна-Александра (в Видине) в 1356 году. В 1365 Видинское деспотство было оккупировано венгерским королём Людовиком I. Иван Срацимир и его семья были взяты в плен. В 1369 Видинское деспотство было восстановлено с помощью царя Ивана Александра, и Иван Срацимир вернулся в свою столицу. После смерти отца был вынужден признаться турецким вассалом. Свергнут и убит турками в 1396 году.